# BLUE BLOOD (X JAPAN의 음반)
《BLUE BLOOD》는 X(엑스 재팬)의 두 번째 정규 앨범이자, CBS 소니 레이블로 데뷔한 이후 발매한 첫 번째 메이저 앨범이다.
오리콘 차트 집계 864,986장 판매 기록을 달성하였으며, 지난 정규 앨범인 《VANISHING VISION》에 수록 되어있던 〈紅〉와 〈Unfinished〉를 수정해서 수록하였다. 《VANISHING VISION》의 수록곡들은 시간이 흐름에 따라 점점 연주되지 않는 데에 비해 《BLUE BLOOD》의 수록곡들은 아직까지 연주 되고 있다.
2007년 2월 14일에 《Jealousy》와 함께 2장의 CD가 담긴 스페셜 에디션 한정판으로 재발매되었다.

## 수록곡
1. PROLOGUE(~WORLD ANTHEM) (프랭크 마리노 작곡, 요시키 작사)
2. BLUE BLOOD (요시키 작사·곡)
3. WEEK END (요시키 작사·곡)
4. EASY FIGHT RAMBLING (엑스 작곡, 토시 & 시라토리 히토미 작사)
5. X (요시키 작곡, 시라토리 히토미 작사)
6. ENDLESS RAIN (요시키 작사·곡)
7. 紅 (KURENAI) (요시키 작사·곡)
8. XCLAMATION (히데 & 타이지 작곡)
9. オルガスム (ORGASM) (요시키 작곡, 시라토리 히토미 작사)
10. CELEBRATION (히데 작사·곡)
11. ROSE OF PAIN (요시키 작사·곡)
12. UNFINISHED (요시키 작사·곡)

## 2007년 재발매판 수록곡
DISC 1
- 위의 수록곡 목록과 동일하다.

DISC 2
- 수록곡 중 몇 곡이 제외된 인스트루멘탈 버전을 수록해 놓았다.

| #  | 제목         | 작곡   | 재생 시간 |
| -- | ------------ | ------ | --------- |
| 1. | BLUE BLOOD   | 요시키 | 5:04      |
| 2. | WEEK END     | 요시키 | 6:05      |
| 3. | X            | 요시키 | 6:02      |
| 4. | ENDLESS RAIN | 요시키 | 6:37      |
| 5. | 紅           | 요시키 | 6:20      |
| 6. | CELEBRATION  | 히데   | 4:52      |
| 7. | ROSE OF PAIN | 요시키 | 11:50     |
| 8. | UNFINISHED   | 요시키 | 4:28      |